# Dainis Turlais
Dainis Turlais   (Madona, 24 de novembre de 1954) és un polític letó, membre del partit LPP/LC, i diputat del 9è Saeima (Parlament de Letònia) entre el 7 de novembre de 2006 i el 5 de març de 2009. Turlais fou Ministre de l'Interior de Letònia entre el 21 de desembre de 1995 i el 10 de juliol de 1997.
El 2011, va ser membre fundador de l'Honor al servei del partit de Riga. El 2013 va ser elegit a l'Ajuntament de Riga i el 30 de maig de 2019, Turlais va ser escollit 
alcalde de Riga, però només després de 21 dies va ser destituït en una moció de censura de l'Ajuntament de Riga, convertint-lo així en el l'alcalde més curt de Riga.